# Haxzel Quirós
Haxzel Quirós Cruz (Nicoya, 3 giugno 1998) è un calciatore costaricano, difensore dell'Herediano e della nazionale costaricana.

## Caratteristiche tecniche
È un terzino destro.

## Carriera

### Club
Quirós ha iniziato la sua carriera nel Municipal Grecia dove ha debuttato il 26 settembre 2020 nell'incontro di Primera División perso 1-0 contro il Santos de Guápiles. L'anno seguente è passato al Guadalupe dove il 1º agosto ha trovato la prima rete in carriera nel pareggio per 1-1 contro il San Carlos. Nel gennaio seguente si è trasferito al Guanacasteca dove ha giocato per una stagione e mezza.
Nell'estate del 2023 ha firmato con l'Herediano.

### Nazionale
Ha debuttato con la nazionale costaricana il 12 settembre 2023 nell'incontro amichevole pareggiato 3-0 contro gli Emirati Arabi Uniti. Il 13 giugno 2024 è stato convocato per disputare la Copa América 2024.

## Statistiche

### Presenze e reti nei club
Statistiche aggiornate al 19 giugno 2024.
| Stagione        | Squadra          | Campionato      | Campionato | Campionato | Coppe nazionali | Coppe nazionali | Coppe nazionali | Coppe continentali | Coppe continentali | Coppe continentali | Altre coppe | Altre coppe | Altre coppe | Totale | Totale | Totale |
| Stagione        | Squadra          | Comp            | Pres       | Reti       | Comp            | Pres            | Reti            | Comp               | Pres               | Reti               | Comp        | Pres        | Reti        | Pres   | Reti   |        |
| --------------- | ---------------- | --------------- | ---------- | ---------- | --------------- | --------------- | --------------- | ------------------ | ------------------ | ------------------ | ----------- | ----------- | ----------- | ------ | ------ | ------ |
| 2020-2021       | Municipal Grecia | PD              | 18         | 0          |                 | -               | -               |                    | -                  | -                  |             | -           | -           | 18     | 0      |        |
| 2021-gen. 2022  | Guadalupe        | PD              | 22         | 2          |                 | -               | -               |                    | -                  | -                  |             | -           | -           | 22     | 2      |        |
| gen.-giu. 2022  | Guanacasteca     | PD              | 19         | 1          |                 | -               | -               |                    | -                  | -                  |             | -           | -           | 19     | 1      |        |
| 2022-2023       | Guanacasteca     | PD              | 33         | 0          |                 | -               | -               | CCAC               | 7                  | 0                  |             | -           | -           | 33     | 0      |        |
| 2023-2024       | Herediano        | PD              | 38         | 3          |                 | -               | -               | CCC                | 5                  | 0                  | SC          | 1           | 0           | 44     | 3      |        |
| Totale carriera | Totale carriera  | Totale carriera | 130        | 6          |                 | -               | -               |                    | 12                 | 0                  |             | 1           | 0           | 143    | 6      |        |

### Cronologia presenze e reti in nazionale
| Cronologia completa delle presenze e delle reti in nazionale ― Costa Rica | Cronologia completa delle presenze e delle reti in nazionale ― Costa Rica | Cronologia completa delle presenze e delle reti in nazionale ― Costa Rica | Cronologia completa delle presenze e delle reti in nazionale ― Costa Rica | Cronologia completa delle presenze e delle reti in nazionale ― Costa Rica | Cronologia completa delle presenze e delle reti in nazionale ― Costa Rica | Cronologia completa delle presenze e delle reti in nazionale ― Costa Rica | Cronologia completa delle presenze e delle reti in nazionale ― Costa Rica |
| Data                                                                      | Città                                                                     | In casa                                                                   | Risultato                                                                 | Ospiti                                                                    | Competizione                                                              | Reti                                                                      | Note                                                                      |
| ------------------------------------------------------------------------- | ------------------------------------------------------------------------- | ------------------------------------------------------------------------- | ------------------------------------------------------------------------- | ------------------------------------------------------------------------- | ------------------------------------------------------------------------- | ------------------------------------------------------------------------- | ------------------------------------------------------------------------- |
| 12-9-2023                                                                 | Zagabria                                                                  | Emirati Arabi Uniti                                                       | 4 – 1                                                                     | Costa Rica                                                                | Amichevole                                                                | -                                                                         | 58’                                                                       |
| 2-2-2023                                                                  | San Jose                                                                  | Costa Rica                                                                | 2 – 0                                                                     | El Salvador                                                               | Amichevole                                                                | -                                                                         | 78’                                                                       |
| 23-3-2024                                                                 | Frisco                                                                    | Costa Rica                                                                | 3 – 1                                                                     | Honduras                                                                  | Amichevole                                                                | -                                                                         | 69’                                                                       |
| 26-3-2024                                                                 | Los Angeles                                                               | Argentina                                                                 | 3 – 1                                                                     | Costa Rica                                                                | CONCACAF Nations League 2023-2024 - Play-off                              | -                                                                         |                                                                           |
| 31-5-2024                                                                 | San Jose                                                                  | Costa Rica                                                                | 0 – 0                                                                     | Uruguay                                                                   | Amichevole                                                                | -                                                                         | 60’                                                                       |
| 6-6-2024                                                                  | San Jose                                                                  | Costa Rica                                                                | 4 – 0                                                                     | Saint Kitts e Nevis                                                       | Qual. Mondiali 2026                                                       | -                                                                         | 78’                                                                       |
| 9-6-2024                                                                  | Saint George's                                                            | Grenada                                                                   | 0 – 3                                                                     | Costa Rica                                                                | Qual. Mondiali 2026                                                       | -                                                                         | 74’                                                                       |
| 24-6-2024                                                                 | Inglewood                                                                 | Brasile                                                                   | 0 – 0                                                                     | Costa Rica                                                                | Coppa America 2024 - 1º turno                                             | -                                                                         |                                                                           |
| 28-6-2024                                                                 | Glendale                                                                  | Colombia                                                                  | 3 – 0                                                                     | Costa Rica                                                                | Coppa America 2024 - 1º turno                                             | -                                                                         |                                                                           |
| 5-9-2024                                                                  | San José                                                                  | Costa Rica                                                                | 3 – 0                                                                     | Guadalupa                                                                 | CONCACAF Nations League 2024-2025 - 1º turno                              | -                                                                         |                                                                           |
| 11-10-2024                                                                | Paramaribo                                                                | Suriname                                                                  | 1 – 1                                                                     | Costa Rica                                                                | CONCACAF Nations League 2024-2025 - 1º turno                              | -                                                                         |                                                                           |
| 15-10-2024                                                                | San José                                                                  | Costa Rica                                                                | 3 – 0                                                                     | Guatemala                                                                 | CONCACAF Nations League 2024-2025 - 1º turno                              | -                                                                         | 87’                                                                       |
| 23-1-2025                                                                 | Orlando                                                                   | Stati Uniti                                                               | 3 – 0                                                                     | Costa Rica                                                                | Amichevole                                                                | -                                                                         |                                                                           |
| Totale                                                                    |                                                                           | Presenze                                                                  | 13                                                                        |                                                                           | Reti                                                                      | 0                                                                         |                                                                           |

## Palmarès
- Campionato costaricano: 1

Herediano: Apertura 2024